# District de Xisaishan
Le district de Xisaishan (西塞山区 ; pinyin : Xīsàishān Qū) est une subdivision administrative de la province du Hubei en Chine. Il est placé sous la juridiction de la ville-préfecture de Huangshi.